# 김천역 KTX 작업인부 사망 사고
김천 KTX 근로자 사망사고(金泉 高速鐵道 勤勞者 死亡事故)는 2016년 9월 13일 오전 0시 48분경, 경상북도 김천(구미)역 인근에서 KTX 선로를 보수하던 코레일 외주업체 소속 인부 4명이 서울행 KTX에 치여 사상한 사고이다.

## 원인
해당 구간은 자정 이후 열차가 다니지 않는 곳이였으나, 당일 경주에서 일어난 강진의 여파로 열차가 연착되어 이날 심야시간까지 열차가 운행한다는 사실을 모르고 평소와 같이 새벽 1시 야간 작업을 준비하던 코레일 하청업체 소속 근로자들이 열차가 오는 것을 미처 발견하지 못해 사고가 난 것으로 파악된다.

## 같이 보기
- 비정규직